# Суворе (Баштанський район)
Суворе (до 1947 — Хутір № 16;  1947—2016 — Черво́на Зі́рка) — село в Україні, у Горохівській сільській громаді Баштанського району Миколаївської області. Населення становить 690 осіб.

## Історія
Село засноване 1918 року, як Хутір № 16, яке проіснувало під цією назвою до 1947 року. 
З 1947 по 2016 — Червона Зірка. З 2016 року, на виконання Закону України про декомунізацію, село перейменоване в Суворе.
31 травня 2018 року, в ході децентралізації, Суворська сільська рада об'єднана з Горохівською сільською громадою.
17 липня 2020 року, в результаті адміністративно-територіальної реформи та ліквідації Снігурівського району, село увійшло до складу Баштанського району.

## Населення

### Мова
Розподіл населення за рідною мовою за даними перепису 2001 року:
| Мова            | Кількість | Відсоток |
| --------------- | --------- | -------- |
| українська      | 635       | 92.03%   |
| російська       | 44        | 6.38%    |
| румунська       | 10        | 1.45%    |
| інші/не вказали | 1         | 0.14%    |
| Усього          | 690       | 100%     |